# フィンスタビライザー

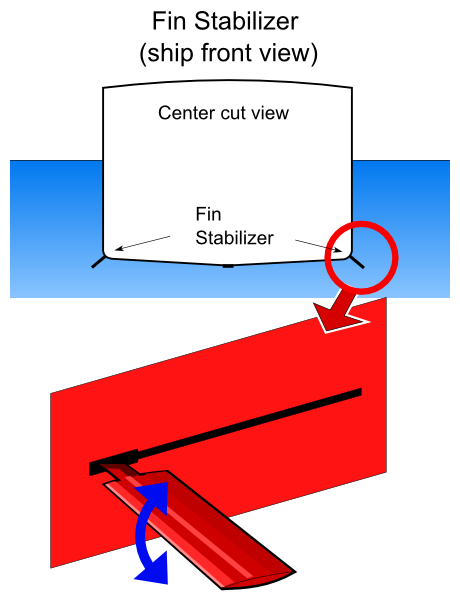
フィン・スタビライザー
左右のビルジ付近に取り付けられ、両者が船体の揺れを抑えるように左右逆向きに翼面が向きを変える。

フィンスタビライザー（Fin Stabilizer）は船の航行時の揺れ（ローリング）を抑える減揺装置の一種である。

## 概要
船底近くの両舷に魚のひれ（Fin）のような金属板が突き出しており、船の揺れに対応して航行時の水流に対する角度が自動的に調整され、この時生じる揚力によって揺れを最小限に抑えるよう働く。船体に沿って流れる水流を利用しているため、船速が早ければ効果は強く、遅ければ弱く現れ、船が停止すれば全く効果を失う。
20世紀末から多くの船では、狭い水路や接岸時、揺れのない時には、フィンが根元で折れ曲がり船体内に格納出来るようになっている。
軍艦や客船・カーフェリーなど多くの船で使われている。フィン・スタビライザーは、三菱造船（現三菱重工業）の元良信太郎博士が発明し、1923年に対馬商船「睦丸」に世界で最初に取り付けられた。しかし、制御技術の未熟だった当時では十分な効果を発揮することが出来ず、特許はイギリス企業Denny Brownに売却され、第二次世界大戦ではイギリスやアメリカの駆逐艦が装備していたのに日本の軍艦には装備されなかったという八木・宇田アンテナと同じ状態に陥った。戦後になって海外から技術の逆導入という形で日本の造船業界に入り、特許料を支払って利用している。
船の揺れはその原因となる波が単純な正弦波ばかりではないため予測は難しく、フィン・スタビライザーの細かな制御は、実際の船体の遥動を加速度センサーなどによって検知することでおこなわれるのが主体となる。このため、揺れを小さくは出来ても無くすことは難しく、また人によっては不自然な揺れを不快に感じる人もいる。